# Луанда (провінція)
Луанда (порт. Luanda (província)) — провінція в Анголі.
Провінція Луанда розташована в західній частині Анголи. На півночі, півдні і сході вона оточена територією провінції Бенго, на заході омивається водами Атлантичного океану.
Площа провінції Луанда дорівнює 2418 км ². Чисельність населення становить 2644000 людей (на 2005 рік). Адміністративний центр — місто Луанда, який є також столицею країни.
Провінція Луанда поділяється на муніципії:
- Какуако
- Віана
- Казенга
- Інтомбота
- Самба
- Самбізанга
- Кіамба Кіаксе
- Маянга
- Рангель